# Limnophila obovata
Limnophila obovata är en grobladsväxtart som beskrevs av Merrill. Limnophila obovata ingår i släktet Limnophila och familjen grobladsväxter. Inga underarter finns listade i Catalogue of Life.